# Burkhard Meißner
Burkhard Meißner (* 23. August 1959 in Flensburg) ist ein deutscher Althistoriker. Er ist seit 2004 Professor für Alte Geschichte an der Helmut-Schmidt-Universität in Hamburg.

## Leben
Burkhard Meißner ist der Sohn eines Flensburger Gymnasiallehrers. Nach dem Abitur im Jahr 1978 leistete er seinen Wehrdienst ab und studierte anschließend die Fächer Geschichte, Philosophie, Slavistik, Gräzistik und Klassische Archäologie an den Universitäten Kiel, Tübingen, Oxford und Heidelberg, darunter viele Semester als Stipendiat der Studienstiftung des Deutschen Volkes. Die Magisterprüfung legte er 1984 in Tübingen ab; seine Heidelberger Dissertation, mit der er 1989 in Alter Geschichte promoviert wurde, erschien 1992 in der Reihe Hypomnemata unter dem Titel Historiker zwischen Polis und Königshof. Studien zur Stellung der Geschichtsschreiber in der griechischen Gesellschaft in spätklassischer und frühhellenistischer Zeit.
Anschließend arbeitete Meißner ein Jahr lang als wissenschaftliche Hilfskraft am Institut für Alte Geschichte der TU Darmstadt und von 1990 bis 1991 als wissenschaftlicher Mitarbeiter in Erlangen. Nebenberuflich beschäftigte er sich mit Programmierprojekten und gab Violoncello-Unterricht. Von 1992 bis 1993 verbrachte er einen Auslandsaufenthalt als Gastdozent an der Universität La Sapienza in Rom, und von 1993 bis 1997 arbeitete er als wissenschaftlicher Assistent von Andreas Mehl in Halle. Hier habilitierte er sich 1996 mit der Schrift Tradition und Technik. Studien zur Anwendung, Bewahrung und Erweiterung technischen Wissens in der Antike, für die er 1997 von der Universität mit dem Christian-Wolff-Preis ausgezeichnet wurde.
Von 1997 bis 2003 arbeitete Meißner als Oberassistent in Halle und leitete daneben die Papyrussammlung und die Münzsammlung. An den Universitäten Bielefeld und Leipzig nahm er Lehrstuhlvertretungen und Lehraufträge wahr. Von 2003 bis 2004 war er in Halle wissenschaftlicher Mitarbeiter; 2004 wurde er dort zum außerplanmäßigen Professor ernannt. Ende 2004 folgte er einem Ruf auf die Professur für Alte Geschichte an der Helmut-Schmidt-Universität der Bundeswehr in Hamburg, wo er seither lehrt und forscht. 2004 und 2006 war er als Gerda Henkel Scholar and Visiting Associate Professor of Classics an der Brown University tätig.
Meißner ist Oberst der Reserve. Von 2018 bis 2020 war er Gründungsvorstand des gemeinschaftlich von der Helmut-Schmidt-Universität und der Führungsakademie der Bundeswehr getragenen German Institute for Defence and Strategic Studies.

## Schriften (Auswahl)
Schriftenverzeichnis Burkhard Meißners. In: Andreas Gerstacker, Stefanie Holder, Michael Zerjadtke (Hrsg.): Discere et militare. Studien zu Antike, Militär und Universität. Festschrift für Burkhard Meißner zum 60. Geburtstag. Harrassowitz, Wiesbaden 2023 (= Philippika. Band 172), ISBN 978-3-447-12048-7, S. 351–362.
- Historiker zwischen Polis und Königshof. Studien zur Stellung der Geschichtsschreiber in der griechischen Gesellschaft in spätklassischer und frühhellenistischer Zeit (= Hypomnemata. Untersuchungen zur Antike und zu ihrem Nachleben. Band 99). Vandenhoeck & Ruprecht, Göttingen 1992, ISBN 3-525-25199-8 (zugleich Dissertation, Heidelberg 1989).
- Die technologische Fachliteratur der Antike. Struktur, Überlieferung und Wirkung technischen Wissens in der Antike (ca. 400 v.Chr. – ca. 500 n.Chr.). Akademie-Verlag, Berlin 1999, ISBN 3-05-003194-8 (zugleich Habilitationsschrift, Halle 1996).
- als Herausgeber mit Oliver Schmitt und Michael Sommer: Krieg – Gesellschaft – Institutionen. Beiträge zu einer vergleichenden Kriegsgeschichte. Akademie-Verlag, Berlin 2005, ISBN 3-05-004097-1.
- Hellenismus (= Geschichte kompakt). Wissenschaftliche Buchgesellschaft, Darmstadt 2007, ISBN 978-3-534-15494-4.
  - Hellenismus (= Geschichte kompakt). 2. durchgesehene und bibliographisch aktualisierte Auflage, Wissenschaftliche Buchgesellschaft, Darmstadt 2016, ISBN 978-3-534-26023-2.
- als Herausgeber mit Thomas Brüggemann, Christian Mileta, Angela Pabst und Oliver Schmitt: Studia hellenistica et historiographica. Festschrift für Andreas Mehl. Computus, Gutenberg 2010, ISBN 978-3-940598-09-7.
- Stefanie Gräf, Burkhard Meißner: De rebus bellicis. Waffen und Finanzen in der Spätantike. Darmstadt 2023, ISBN 978-3-8053-5356-4 (Einleitung, Text, deutsche Übersetzung, Faksimile der Münchner Handschrift, Abbildungen aus den anderen Handschriften, Kommentare)